# Tipula setosipennis
Tipula setosipennis är en tvåvingeart som beskrevs av Alexander 1920. Tipula setosipennis ingår i släktet Tipula och familjen storharkrankar. Inga underarter finns listade i Catalogue of Life.